# Gonçalo Vasques da Cunha
Gonçalo Vasques da Cunha (c. 1367 - Guarda, 14 de Agosto de 1426) foi um prelado português.

## Biografia
D. Gonçalo Vasques da Cunha era filho de Vasco Martins da Cunha, 8.º Senhor de Tábua de juro e herdade e 5.º Senhor do Morgado de Tábua, e de sua segunda mulher D. Teresa de Albuquerque.
Doutorado em Direito pela Universidade de Bolonha.
23.º Bispo da Guarda de 1397 a 14 de Agosto dede 1426. Muito contribuiu para a edificação da Sé Nova da Guarda, onde está o seu escudo de armas, esquartelado do Reino com da Cunha.
Teve dois filhos sacrílegos de Maria Fernandes: 18- V - 1429, legitimados em Évora. 
Chancelaria Dom João I próprios, 0222-PT-TT-ID-1-30_108v_c0222.pdf 
Livro 2, fl. 62, col. 1ª , linhas 32 - 37.
- João Vasques de Albuquerque, legitimado por Carta Real de D. João I de Portugal , Abade  da Ribeira, teve sete filhos sacrílegos de Dona Joana Teles, legitimados, casados e com geração.Chancelaria Dom João I, IM 302
  - Afonso Annes, Liv. 4, fl. 40 V, Chancelaria Dom João I
  - Álvaro Annes, Liv. 4, 39 V.Chancelaria Dom João I
  - André, Liv. 3, fl. 66 V.Chancelaria Dom João I
  - Pedro Annes, Liv. 2, fl. 101 V.Chancelaria Dom João I
  - Vasco Annes, Liv. 4, fl. 131 V.Chancelaria Dom João I
  - Margarida Annes, Liv. 3 , fl 112 V.Chancelaria Dom João I
  - Maria Annes, Liv. 2, Fl. 61 V.Chancelaria Dom João I
- Álvaro Gonçalves
- João de Albuquerque, legitimado por Carta Real de D. João I de Portugal de 18 de Maio de 1391, Abade de Santa Maria de Sátão, de Cota e de Porco[desambiguação necessária], teve dois filhos sacrílegos de Guiomar Lourenço, legitimados, casados e com geração. Chancelaria Dom João I, Armário 4 da Nova Casa da Coroa 105 , Liv. 3, PT-TT-GHR-G-0003 IM 168
  - Álvaro
  - Fernando

Teve um filho sacrílego de Inês Martins: 
- Lopo da Cunha, legitimado por Carta Real de D. João I de Portugal de 12 de Maio de 1425, solteiro e sem geração